# Trapezonotus
Genre
Trapezonotus est un genre d'insectes du sous-ordre des hétéroptères (punaises), de la famille des Lygaeidae, sous-famille des Rhyparochrominae et de la tribu des Gonianotini.

## Systématique
Le genre Trapezonotus a été décrit par l'entomologistes allemand Franz Xaver Fieber en 1860.

### Synonymie
- Trapezonotus Sahlberg, 1913 - est un synonyme désuet d'un genre de Coléoptères, de la famille des Anthicidae.

### Taxinomie
Liste des espèces
- Trapezonotus anorus  (Flor, 1860)
- Trapezonotus arenarius (Linnaeus, 1758)
- Trapezonotus desertus Seidenstücker, 1951
- Trapezonotus dispar Stål, 1872
- Trapezonotus montanus Wagner, 1957
- Trapezonotus ullrichi (Fieber, 1837)